# ニッキ・ニッキ
Nikki Nikki（ニッキニッキ）は、カンボジアの歌手。

## 来歴
最初の曲をリリースして以来、国内で名を知られるようになった。
2021年現在はTheara Leang Co.、LTDのアンバサダーを務める。